# Тамарилло
Тамари́лло, или Цифома́ндра свеко́льная, или Томатное дерево (лат. Cyphomandra betacea) — плодовое растение семейства Паслёновые.
Тамарилло — псевдоиспанское коммерческое название (по созвучию с испанским томатильо от маори tama — «превосходство» + исп. amarillo — «желтый») было присвоено плодам томатного дерева в 1966 г. в Новой Зеландии.

## Ботаническое описание
Небольшое вечнозелёное дерево или куст высотой 2—3 метра с крупными, овальными, блестящими листьями. Цветки розовато-белые, ароматные, с 5-членной чашечкой.
Живёт обычно 15 лет, в плодоношение вступает на второй год.
Плоды тамарильо — яйцевидной формы ягоды длиной 5—10 см, растущие гроздьями по 3—12 штук. Их блестящая кожура твердая и горькая, а мякоть имеет кисло-сладко-соленый вкус, напоминающий смородину и немного крыжовник. Цвет кожуры может быть оранжево-красным, жёлтым, встречается и фиолетовая окраска. Цвет мякоти обычно золотисто-розовый, семена тонкие и круглые, чёрные. Плоды напоминают длинноплодные томаты, поэтому испанцы и португальцы, впервые побывавшие на родине тамарильо, окрестили его томатным деревом.

## Распространение
Хотя происхождение тамарильо точно не определено, родиной его считаются Анды Перу, Чили, Эквадора и Боливии, где оно широко распространено, также как и в Аргентине, Бразилии и Колумбии. Культивируется и натурализовалось в Венесуэле. Выращивается в горах Коста-Рики, Гватемалы, Ямайки, Пуэрто-Рико и Гаити.

## Применение
Плоды тамарилло употребляют в пищу в сыром виде, предварительно очистив кожуру и верхний тонкий слой до мякоти. Идеально подойдет для добавления небольшого количества мякоти в коктейли и смузи для придания особого аромата и неповторимого вкуса. Чаще используют для кулинарной обработки и консервирования. Они плохо хранятся и плохо выдерживают длительные перевозки.

## Галерея изображений

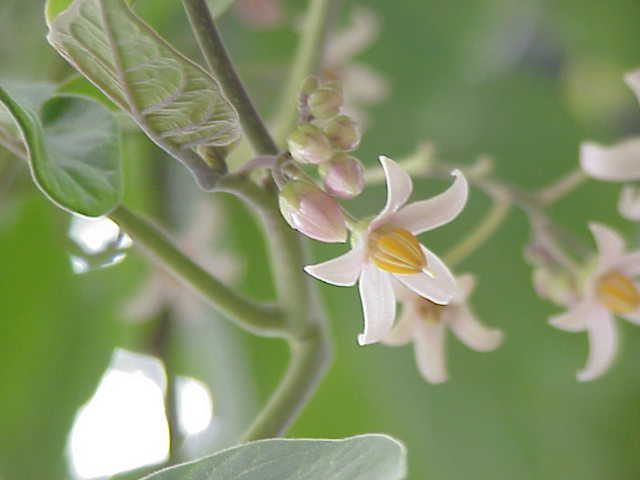
Цветки томатного дерева
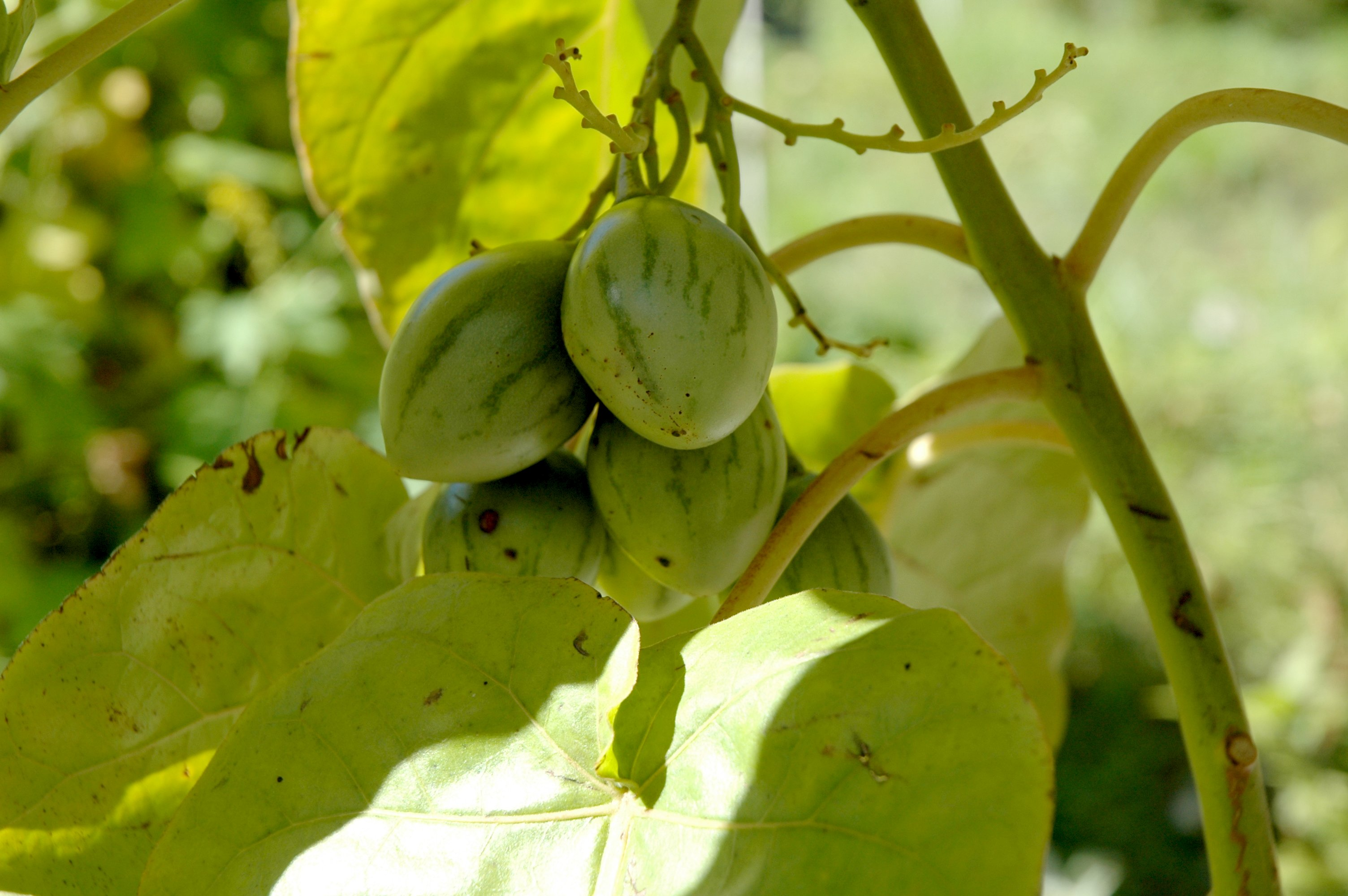
Гроздь неспелых плодов
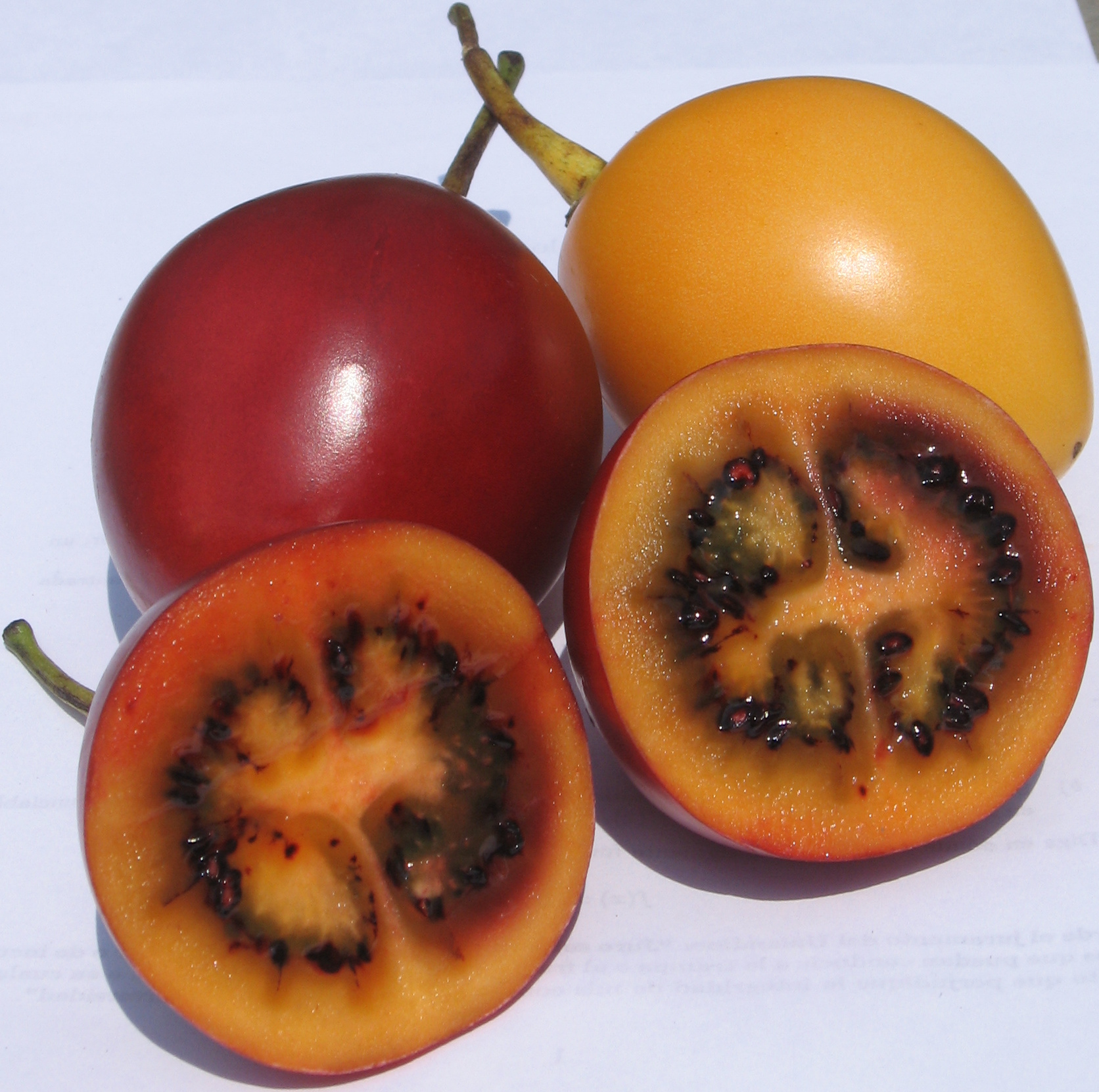
Спелые плоды в разрезе